# غوردون نويل باركنسون
غوردون نويل باركنسون (بالإنجليزية: Gordon Noel Parkinson)‏ هو دبلوماسي نيوزيلندي، ولد في فبراير 1935 في Woodville, New Zealand ‏ في نيوزيلندا.